# 나카무라 지세
나카무라 치세(中村知世, 1986년 9월 11일 ~ )는 일본의 배우였다.

## 출연작

### 드라마
- 2006년~2007년 《굉굉전대 보우켄저》 마미야 나츠키/보우켄 옐로 역
- 2009년 《메이의 집사》 마츠시로 히카루 역

### 영화
- 2004년 《스윙걸즈》 오카무라 케이코 (알토 색소폰) 역
- 2008년 《오네짱바라》 사키 역